# Клероїдні
Клероїдні (Cleroidea) — невелика надродина жуків підряду Всеїдні жуки (Polyphaga). Більшість представників групи мають стрункі тіла з досить м'якими, гнучкими надкрилами  і, як правило волохаті або лускаті. Відомо понад 10000 видів.

## Класифікація
Родина Phloiophilidae (Флоїофіліди)

Родина Phloephilidae (Флефіліди)

Родина Trogossitidae (Темнотілки)

Родина Temnochilidae (Темнохіліди)

Родина Peltidae (Щитовидки)

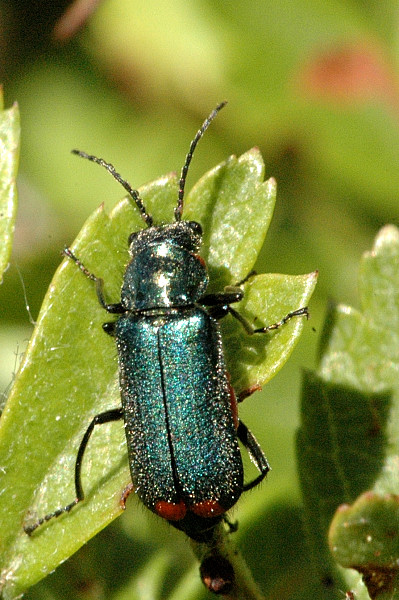
Малашка двоплямиста (Malachius bipustulatus) —- жук з родини Малашки (Malachiidae)

Родина Lophocateridae (Лофокатериди)

Родина Ostomatidae (Щитовидки)

Родина Ostomidae (Щитовидки)

Родина Cleridae (Строкатки)

Родина Corynetidae (Синьокрили)

Родина Acanthocnemidae (Акантокнеміди)

Родина Prionoceridae (Пріоноцериди)

Родина Melyridae (Мелиріди)

Родина Dasytidae (Дазитиди)

Родина Malachiidae (Малашки)